# Anonychomyrma longiceps
Anonychomyrma longiceps är en myrart som först beskrevs av Auguste-Henri Forel 1907.  Anonychomyrma longiceps ingår i släktet Anonychomyrma och familjen myror. Inga underarter finns listade i Catalogue of Life.